# Gynanisa albescens
Gynanisa albescens är en fjärilsart som beskrevs av L.Sonthonnax 1904. Gynanisa albescens ingår i släktet Gynanisa och familjen påfågelsspinnare. Inga underarter finns listade i Catalogue of Life.